# Prohendelia lateralis
Prohendelia lateralis är en tvåvingeart som beskrevs av Mitsuhiro Sasakawa 1974. Prohendelia lateralis ingår i släktet Prohendelia och familjen träflugor. Inga underarter finns listade i Catalogue of Life.